# Hemerobius jucundus
Hemerobius jucundus is een insect uit de familie van de bruine gaasvliegen (Hemerobiidae), die tot de orde netvleugeligen (Neuroptera) behoort. 
Hemerobius jucundus is voor het eerst wetenschappelijk beschreven door Navás in 1928.